# Apro
Apro (en griego, Ἄπρος) es una antigua ciudad griega de Tracia.
Esteban de Bizancio recoge una cita de Teopompo en la que este ya mencionaba la ciudad de Apro.
Plinio el Viejo la sitúa en el interior de Tracia y dice que estaba a 22 000 pasos de la ciudad de Resisto, a 59 000 de Bicie y a 189 000 de Filipos.
En Apro el emperador Claudio fundó la colonia de veteranos de Claudia Aprensis. 
Hacia el año 1206 fue una de las ciudades de Tracia devastadas por tropas escitas bajo el mando del rey búlgaro Juan.
En el año 1305 se desarrolló en su territorio la Batalla de Apro, entre los almogávares y el Imperio Bizantino.